# Hoendiep

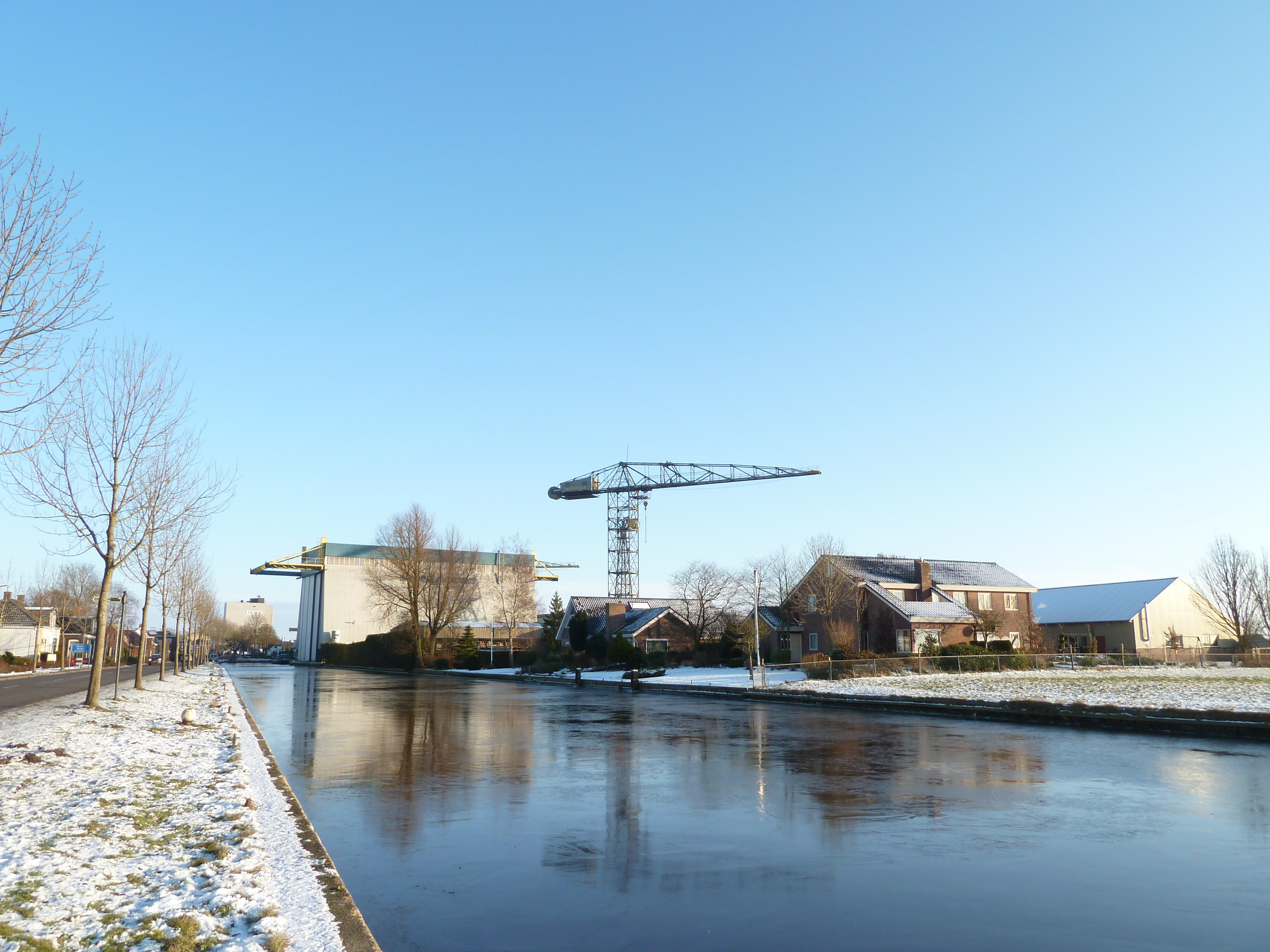
Oude Hoendiep parallel aan Van Starkenborghkanaal in Stroobos. In de jaren tachtig deels gedempt. Op de voorgrond de loods van scheepswerf Barkmeijer, op de achtergrond de loods van mengvoederfabriek Sikma

Het Hoendiep (Gronings: Houndaip) is een kanaal gelegen tussen de stad Groningen en Zuidhorn (Noordhornerga). Voor 1938 heette het huidige gedeelte van het Van Starkenborghkanaal van Zuidhorn tot de Friese grens ook Hoendiep. De weg aan de zuidzijde van het Van Starkenborghkanaal heet overigens nog steeds Hoendiep.
Het huidige diep is 15 km lang. Aan het Hoendiep liggen Groningen, Hoogkerk, De Poffert, Enumatil, Zuidhorn en Briltil.

## Geschiedenis
Het Hoendiep liep oorspronkelijk vanaf een punt ten westen van de Groninger Aapoort naar De Poffert. Vandaar voer men, om in Friesland te komen, via de Gave (nu grotendeels verdwenen) naar het Lettelberterdiep. Men volgde dit diep tot Briltil en ging vanaf daar via het Niekerksterdiep en het Kolonelsdiep naar het Bergumermeer. Het verlengde van het Hoendiep tussen Briltil en de Oude Riet wordt het Stille Diep genoemd.
Van 1654 tot 1657 werd het Hoendiep van de Bril via het Stille Diep verlengd naar het noorden tot Noordhornertolhek. Vandaar ging men westwaarts, het huidige tracé van het Van Starkenborghkanaal, tot het weer aansloot aan het Kolonelsdiep bij Gerkesklooster. In of vlak voor 1675 werd het diep verlegd. Noordelijk van Oostwold werd een verbinding gegraven van De Poffert naar het Lettelberterdiep, (het huidige tracé De Poffert - Enumatil). De Gave bij Oostwold verloor zijn betekenis en verzandde. Door het nieuwe tracé werd de verbinding ongeveer 2 km korter. In de tijd van de trekvaart betekende dit al snel een tijdwinst van één uur.
In 1863 is een verbinding via de Westerhaven (een gedeelte van de voormalige stadsgracht) met het Hoornsediep gegraven en werd de Westerhavensluis aangelegd. Het landverkeer langs de Westerhaven naar Paterswolde, dat de nieuwe verbinding tussen het Hoendiep en de Westerhaven moest kruisen, maakte toen gebruik van de Kroodersbrug. Om de toch wel bochtige scheepvaartroute te verbeteren, is in 1909 het Eendrachtskanaal in gebruik genomen. Later zijn de Westerhaven en het gedeelte van het diep tussen de haven en het Eendrachtskanaal gedempt. De straatnaam is nog steeds Hoendiep.
Door de aanleg van het Van Starkenborghkanaal heeft het kanaal zijn functie voor de beroepsvaart nagenoeg verloren. Het enige stuk dat nog als zodanig wordt gebruikt, is een gedeelte bij Vierverlaten, dat via het Aduarderdiep te bereiken is. In de N370 (Laan 1940-1945, Ringweg Groningen) ligt zelfs een duiker.

## Naam
Volgens Moritz Schönfeld verwijst de naam Hoendiep naar vuil, modderig water en is daarbij verwant aan namen als Hoerediep, Honte en Hunze. Mogelijk is de naam zelfs een verbastering van Hunsinge, een natuurlijk water dat op nagenoeg dezelfde plek begint.
De vergelijkbare naam komt ook voor in bijvoorbeeld Nedersaksen: de rivier de Hunte. Een priel ten zuiden van het Duitse eiland Langeoog draagt de naam: Hungat.
Een veelgehoorde verklaring is dat de naam afkomstig zou van de streek Hoen, even ten westen van het toenmalige Groningen. De ook wel gehoorde bewering dat de naam afkomstig zou zijn van het logement De Hoen, is niet waar – het is waarschijnlijk – in beide gevallen – andersom.

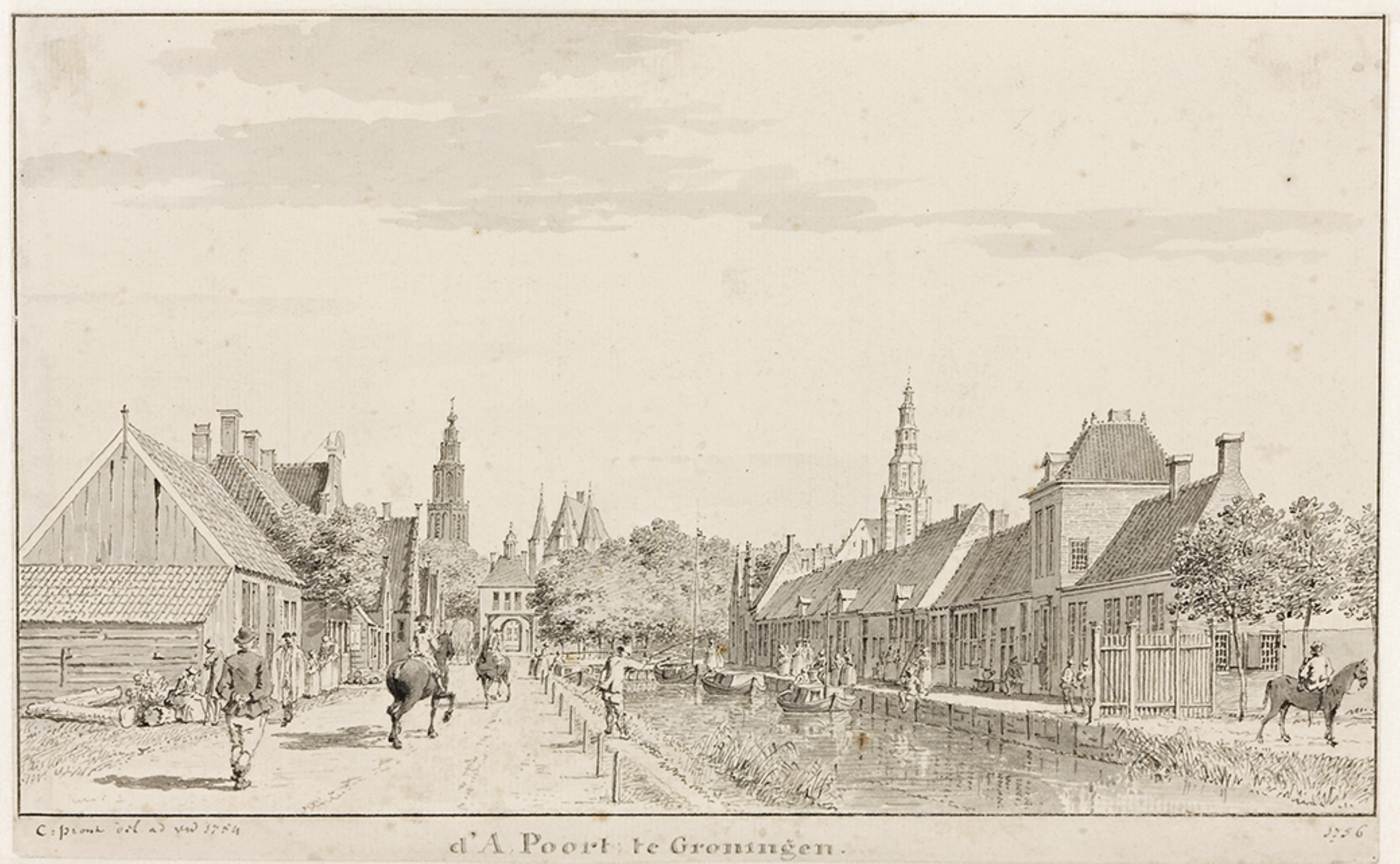
Het Hoendiep buiten de Apoort. Pentekening van Cornelis Pronk uit ca. 1755
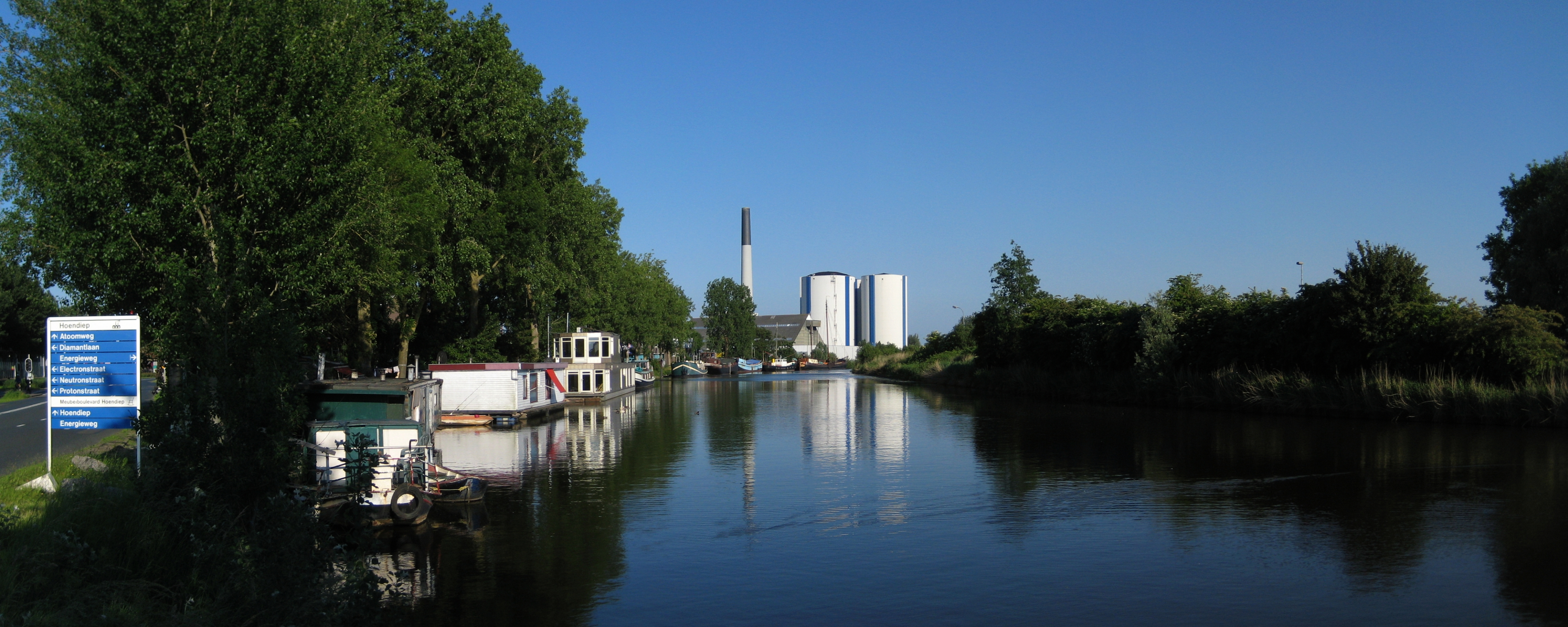
Het Hoendiep bij de stad Groningen in 2010. Op de achtergrond de voormalige suikerfabriek van de Suiker Unie aan de Van Heemskerckstraat